# Autorretrato (Sofonisba Anguissola, Uffizi)
Autorretrato é uma pintura em óleo sobre tela de Sofonisba Anguissola.  O autorretrato, pertencente à Coleção de autorretratos da Galeria Uffizi foi adquirido por Cosme III de Médici em 1682. Mais do que um exercício de autoafirmação, este autorretrato é um gesto estratégico e sutil de reivindicação.
A presença de Anguissola no acervo da Uffizi — junto a nomes como Vasari, Rembrandt e Rubens — não apenas valida sua arte, mas a inscreve num cânone de reconhecimento duradouro.